# Pioneer (chanson)
Pour les articles homonymes, voir Pioneer.
Chansons représentant la Hongrie au Concours Eurovision de la chanson
Wars for Nothing
(2015) Origo
(2017)
Pioneer (en français « Pionnier ») est la chanson de Freddie qui représente la Hongrie au Concours Eurovision de la chanson 2016 à Stockholm.
Le 10 mai 2016, lors de la 1re demi-finale, elle termine à la 4e place avec 197 points et est qualifiée pour la finale le 14 mai 2016, au cours de laquelle elle termine à la 19e place avec 108 points.